# Метјуз (Мисури)
Метјуз (енгл. Matthews) град је у америчкој савезној држави Мисури.

## Демографија
По попису из 2010. године број становника је 628, што је 23 (3,8%) становника више него 2000. године.
| Група             | 2000.       | 2010.       |
| Белци             | 591 (97,7%) | 609 (97,0%) |
| Афроамериканци    | 1 (0,2%)    | 12 (1,9%)   |
| Азијати           | 0 (0,0%)    | 0 (0,0%)    |
| Хиспаноамериканци | 9 (1,5%)    | 2 (0,3%)    |
| Укупно            | 605         | 628         |